# Nandu
Nandu (Rhea) je rod velkých nelétavých ptáků, jediný rod čeledi nanduovití (Rheidae) a řádu nanduové (Rheiformes). V současné době žijí v Jižní Americe dva druhy – nandu pampový (Rhea americana) a nandu Darwinův (Rhea pennata), známa je však řada fosilních rodů a druhů.

## Systematika
Rod Rhea vytyčil francouzský zoolog Mathurin Jacques Brisson v roce 1760; za typový druh byl zvolen nandu pampový (Rhea americana).

### Seznam recentních druhů
Mezi nanduy se řadí následující dva druhy:
| Obrázek | Běžné jméno    | Vědecké jméno  | Výskyt                                           |
| ------- | -------------- | -------------- | ------------------------------------------------ |
|         | nandu pampový  | Rhea americana | Argentina, Bolívie, Brazílie, Paraguay a Uruguay |
|         | nandu Darwinův | Rhea pennata   | Altiplano a Patagonie                            |

### Fosilní záznam
Fosilní druhy nanduů jsou známy z Argentiny, Uruguaye, Brazílie, Bolívie, Chile a Antarktidy. Vedle fosilních záznamů současných druhů je známo i několik fosilních druhů, přičemž ty nejstarší pochází již z paleogénu.